# Neuenrade
Neuenrade település Németországban, azon belül Észak-Rajna-Vesztfália tartományban. Lakosainak száma 11 835 fő (2023. december 31.). Neuenrade Hemer, Sundern, Plettenberg és Altena községekkel határos.

## Fekvése
Altenától keletre fekvő település.

## Története
Neuenrade nevét 1220-ban említették az első alkalommal a jelenlegi város határán.
A hely 1355. július 7-én kapott városi és piaci jogokat.

## Galéria

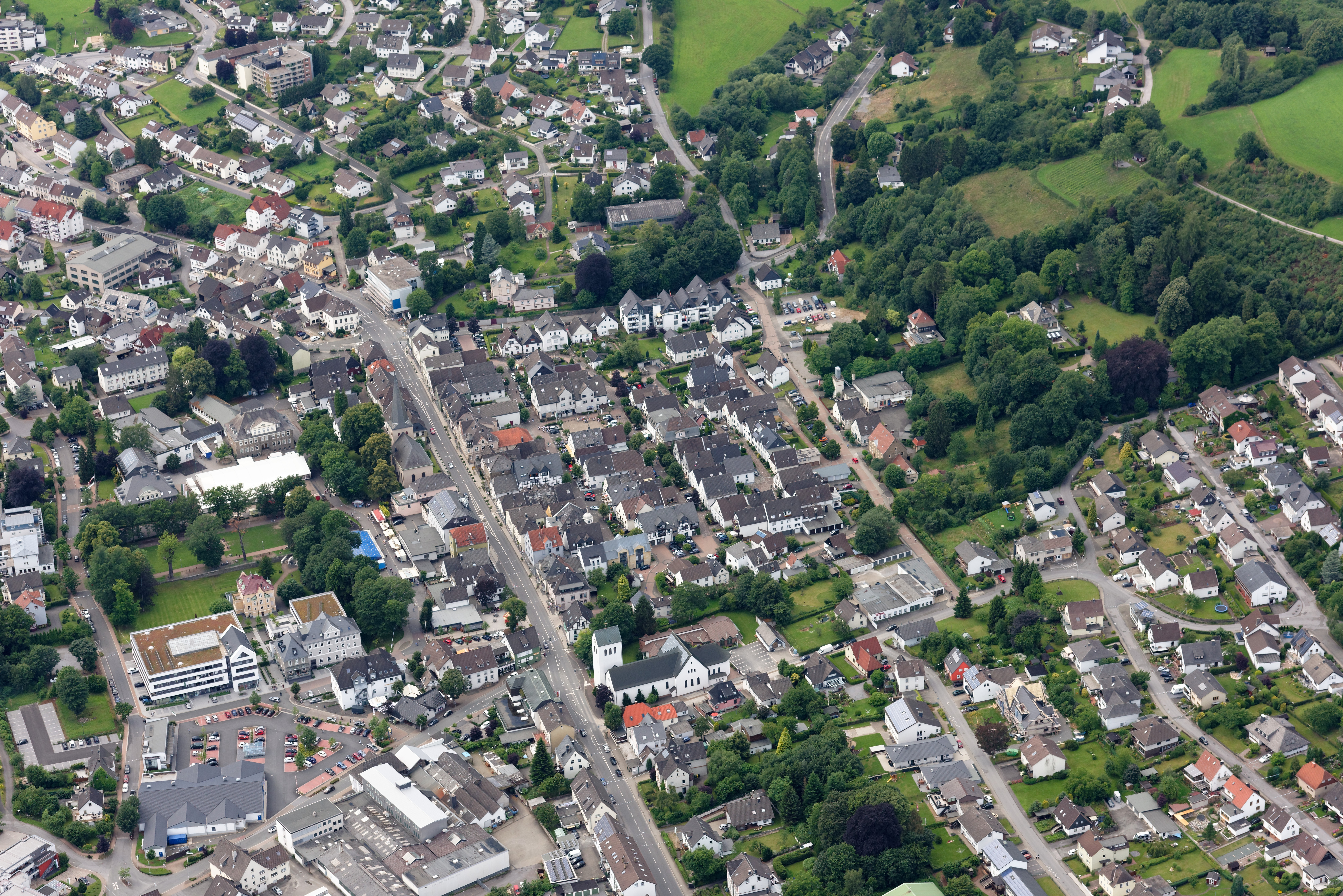
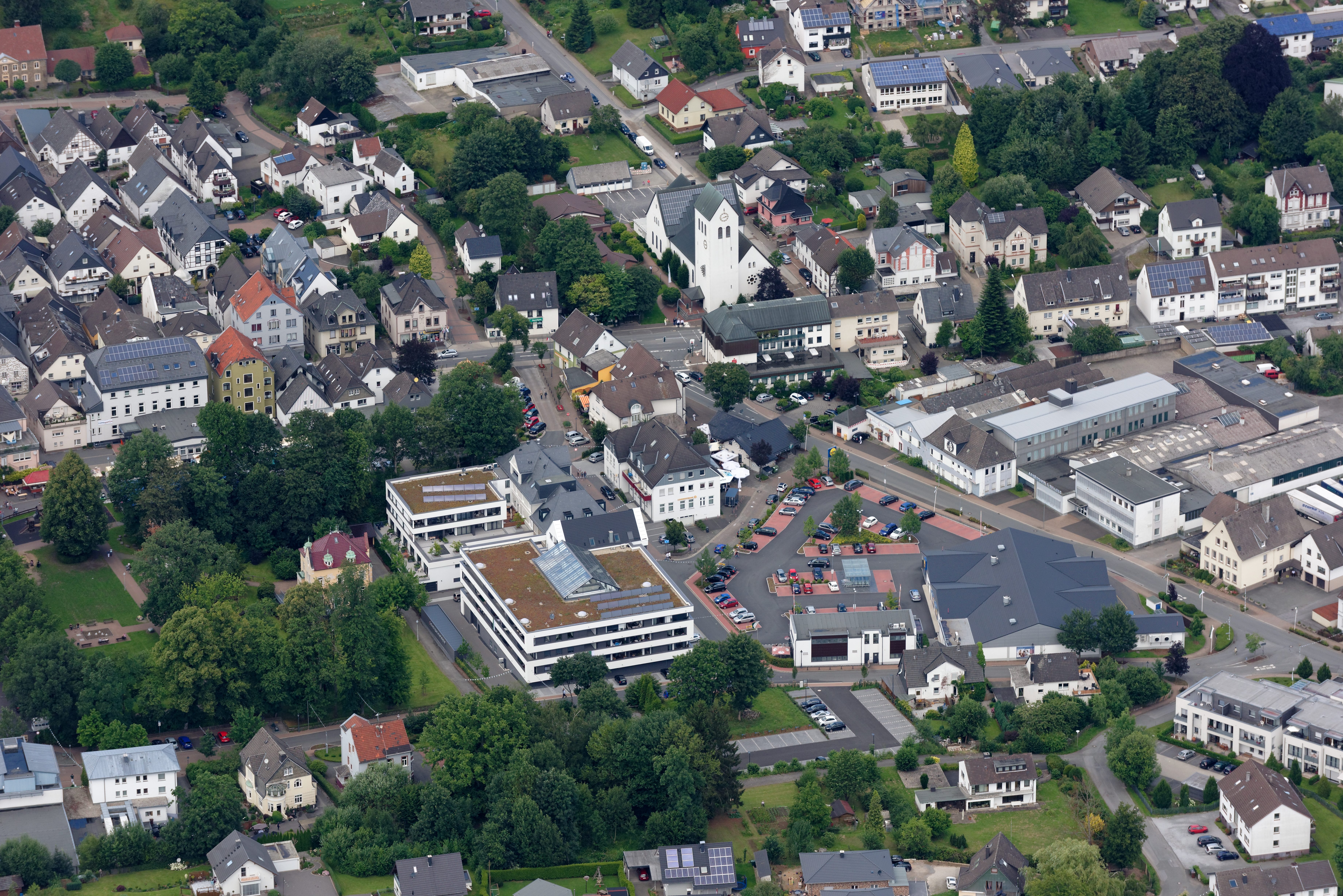
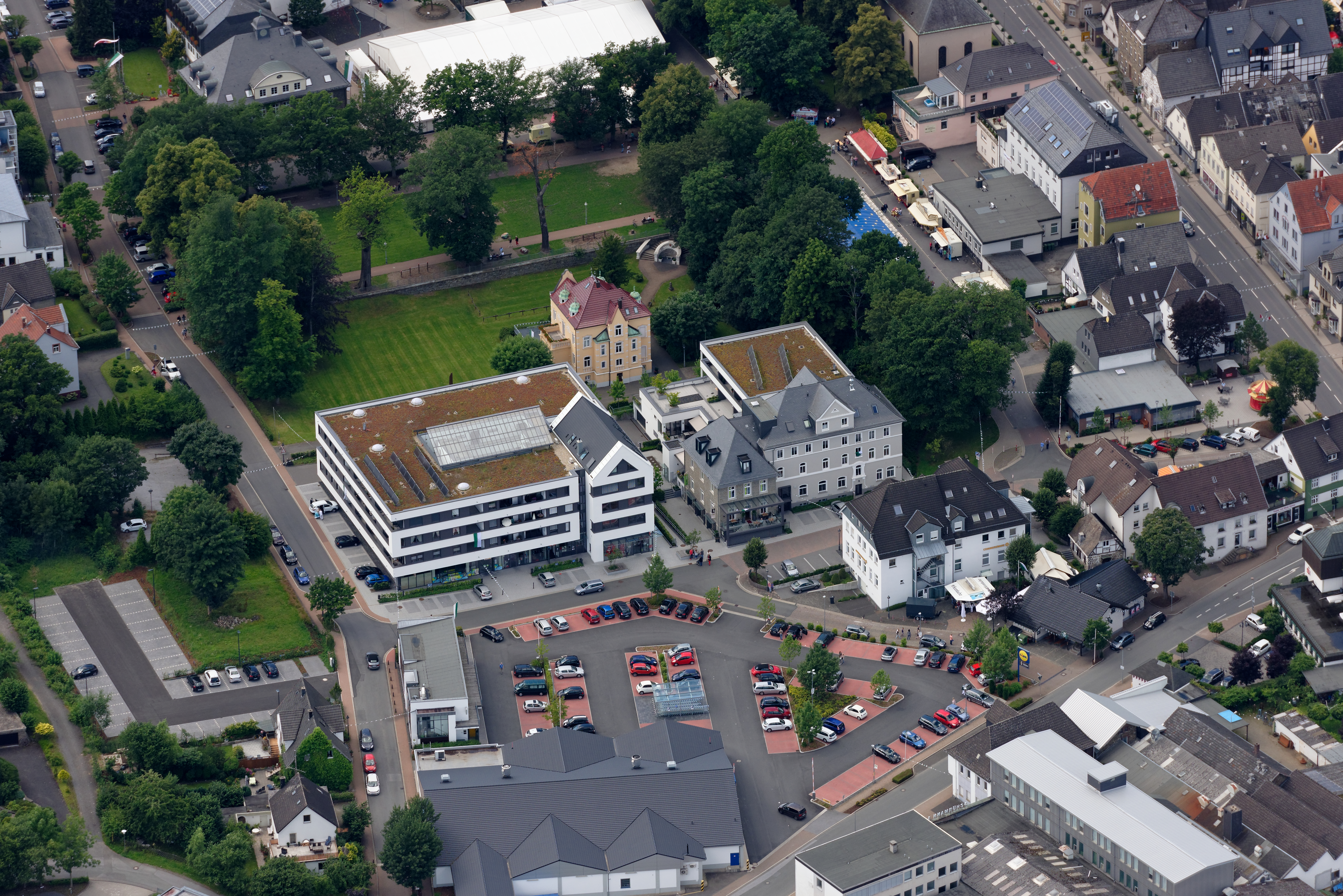
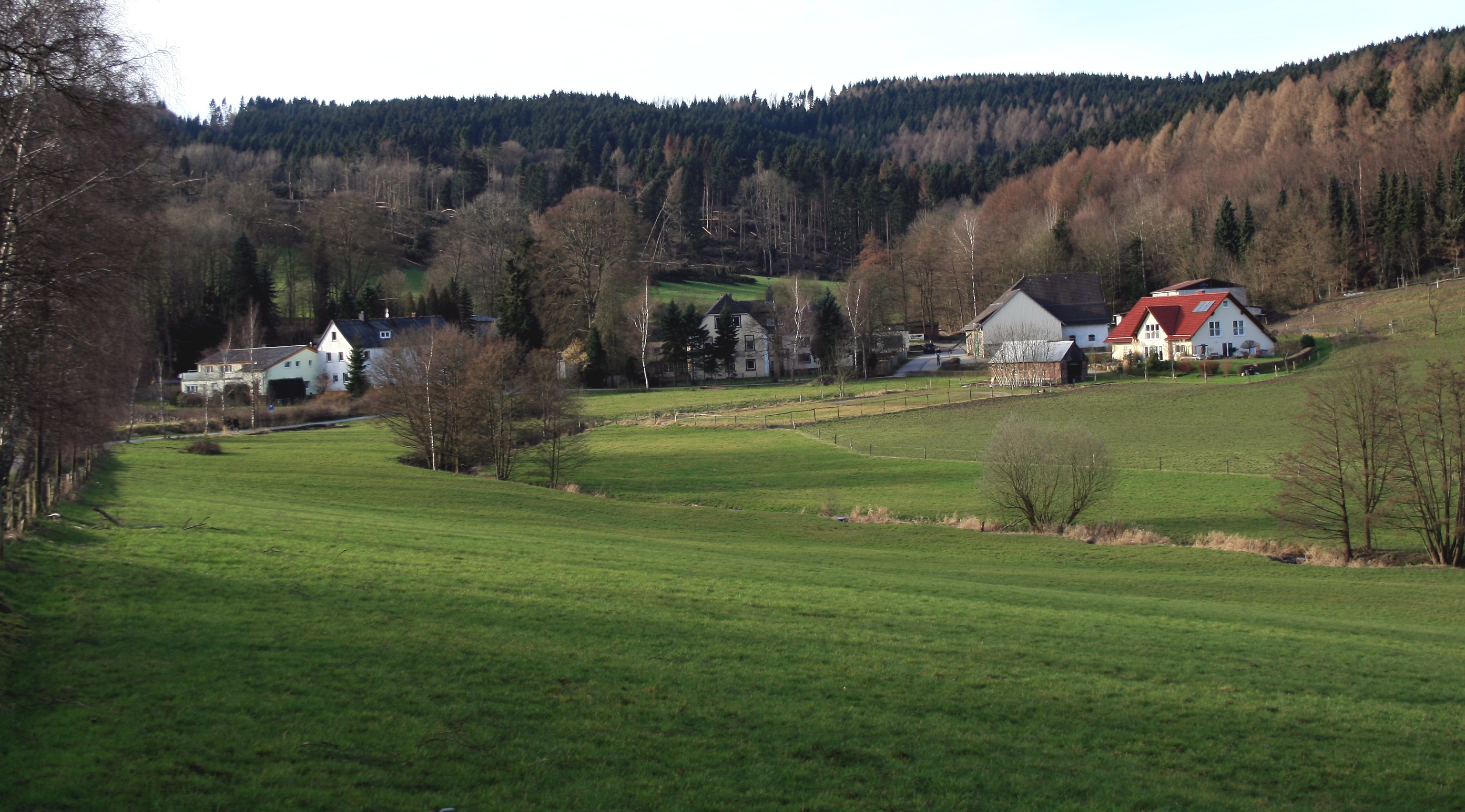
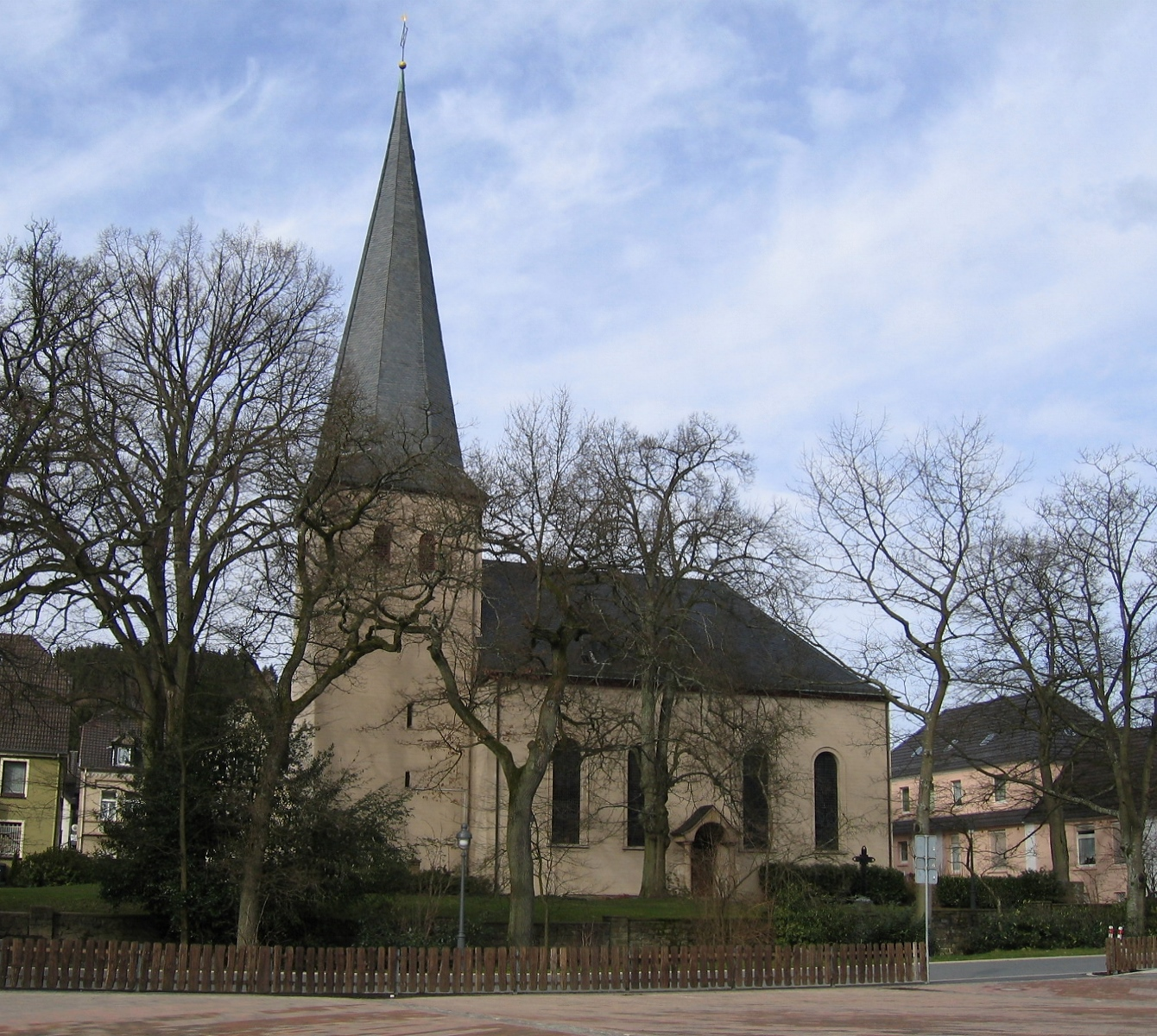
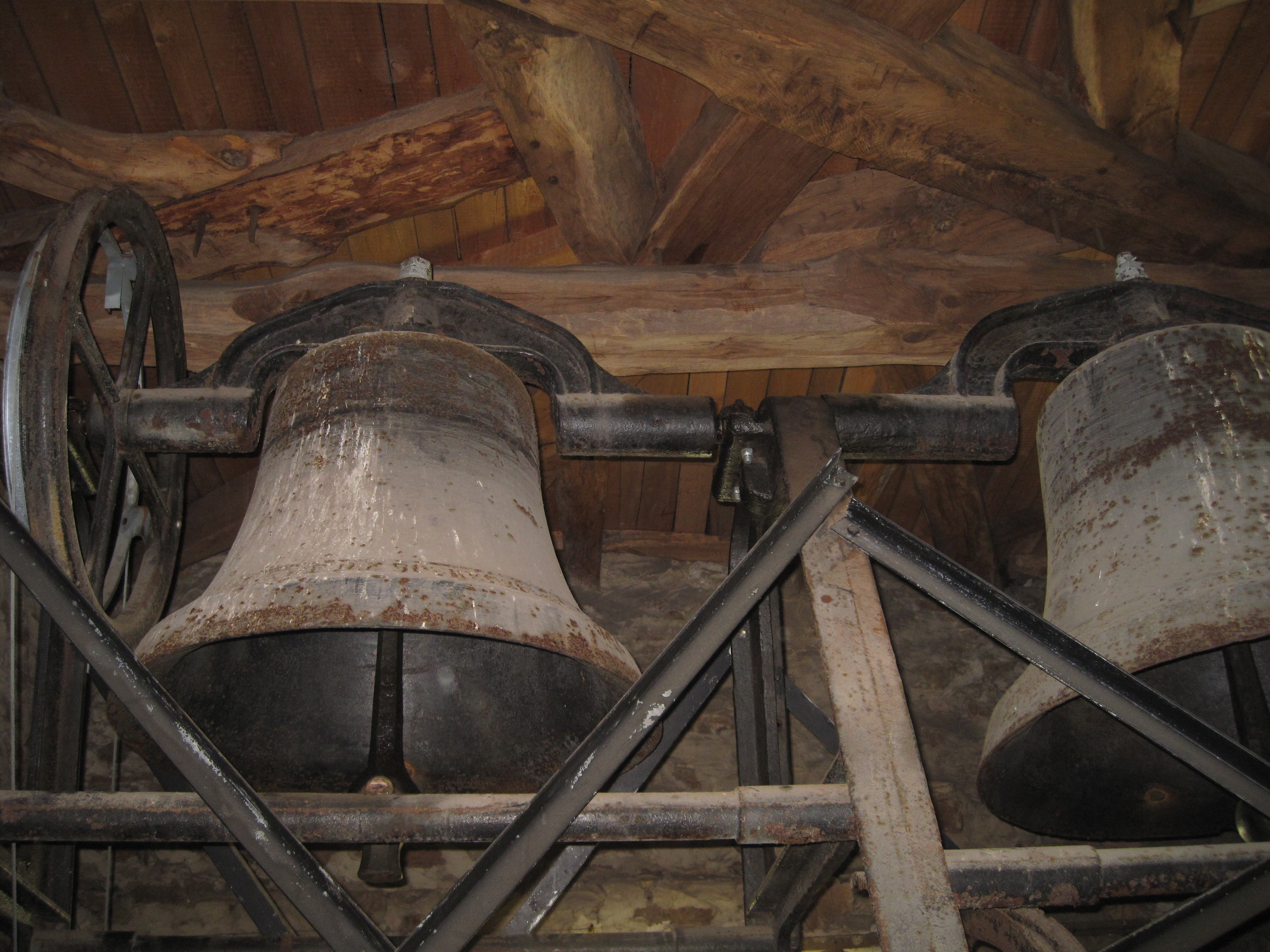
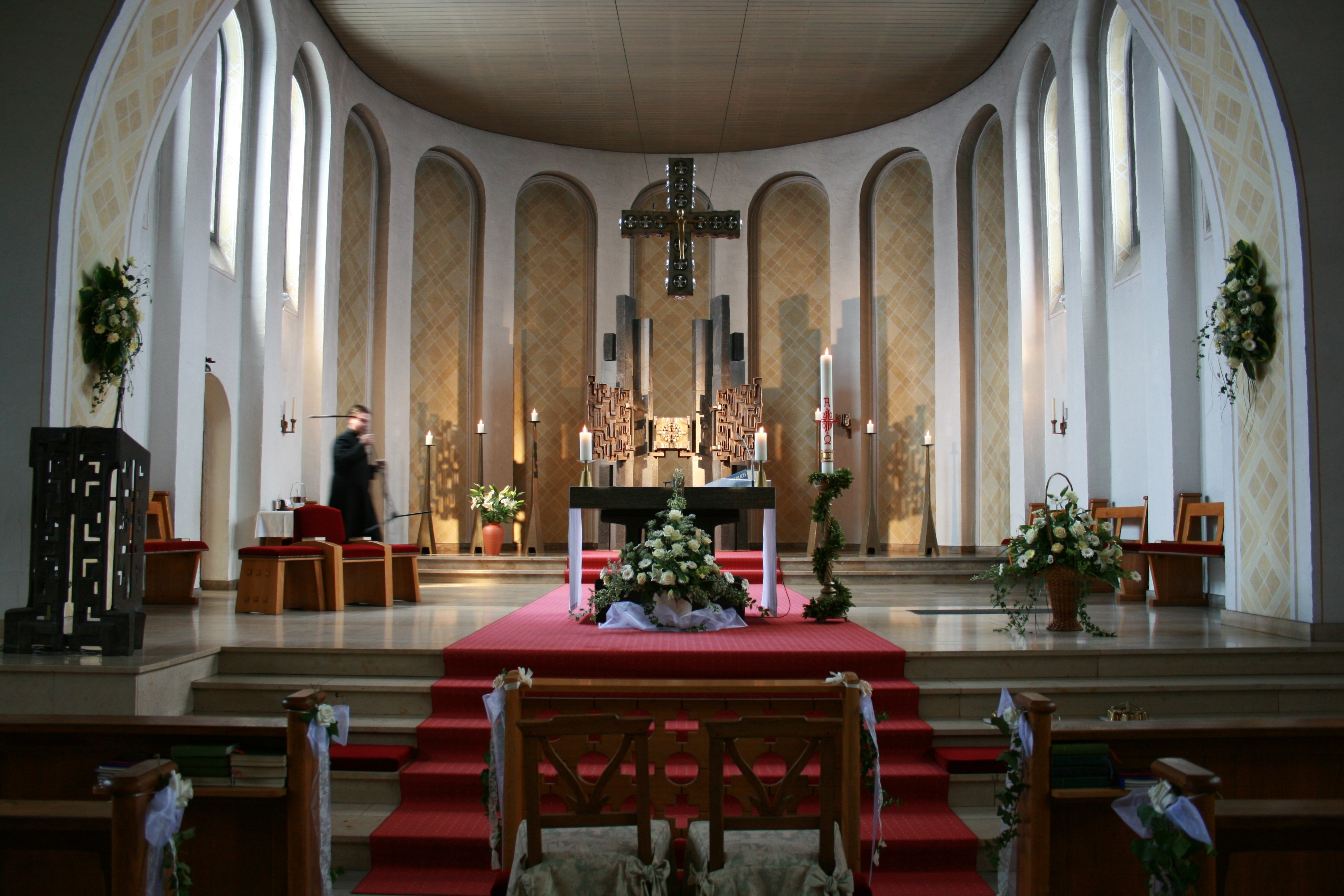
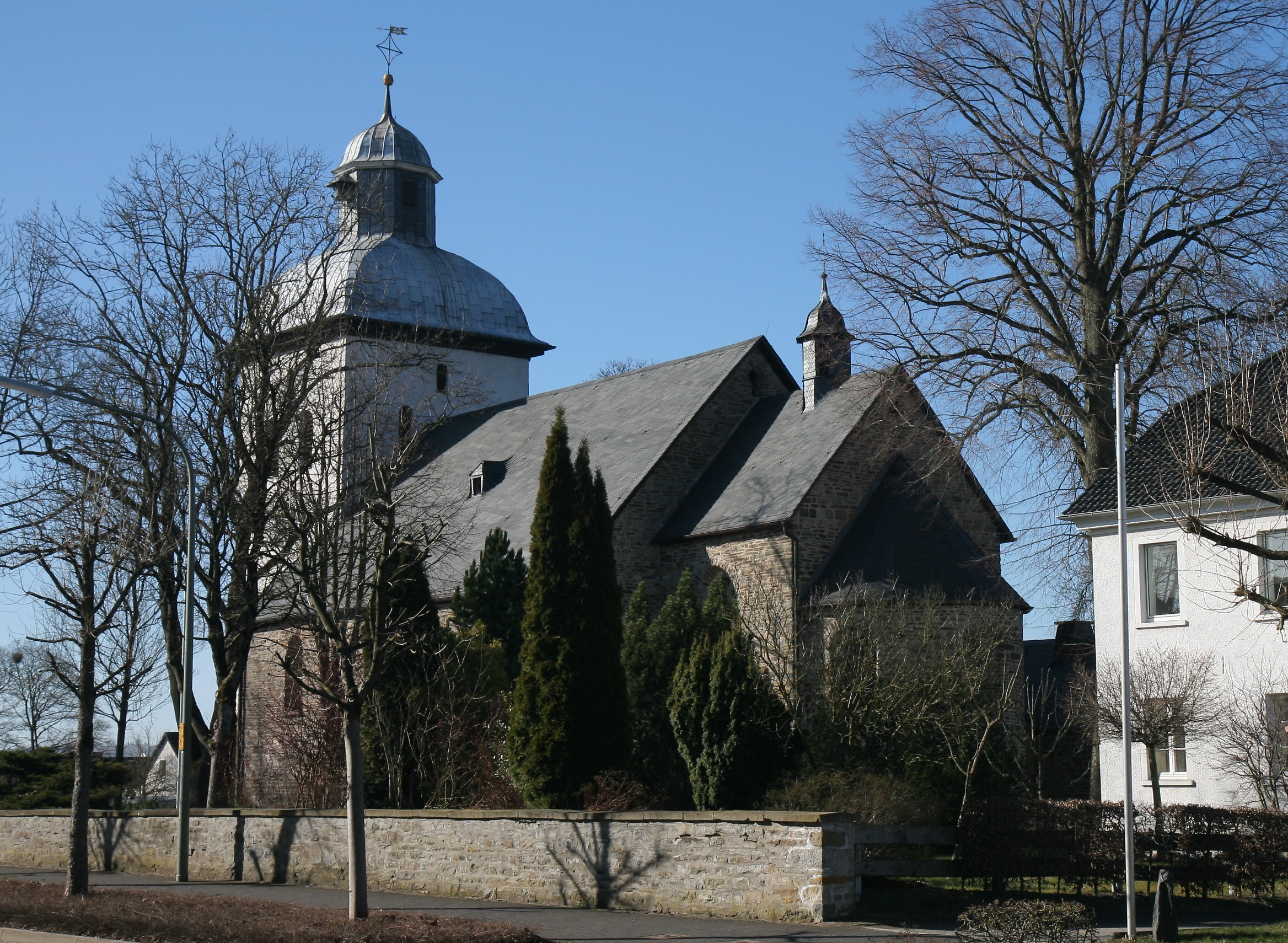
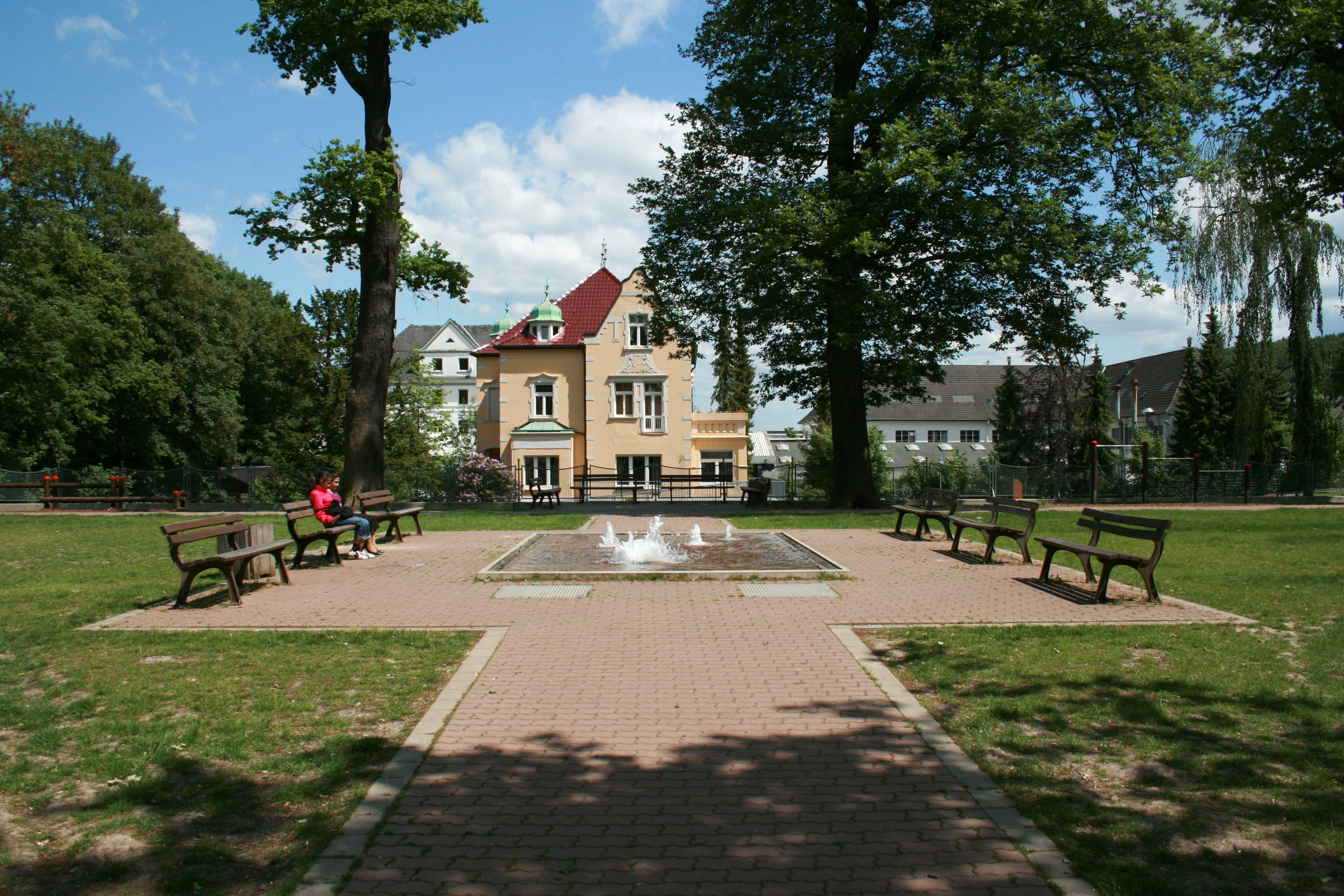
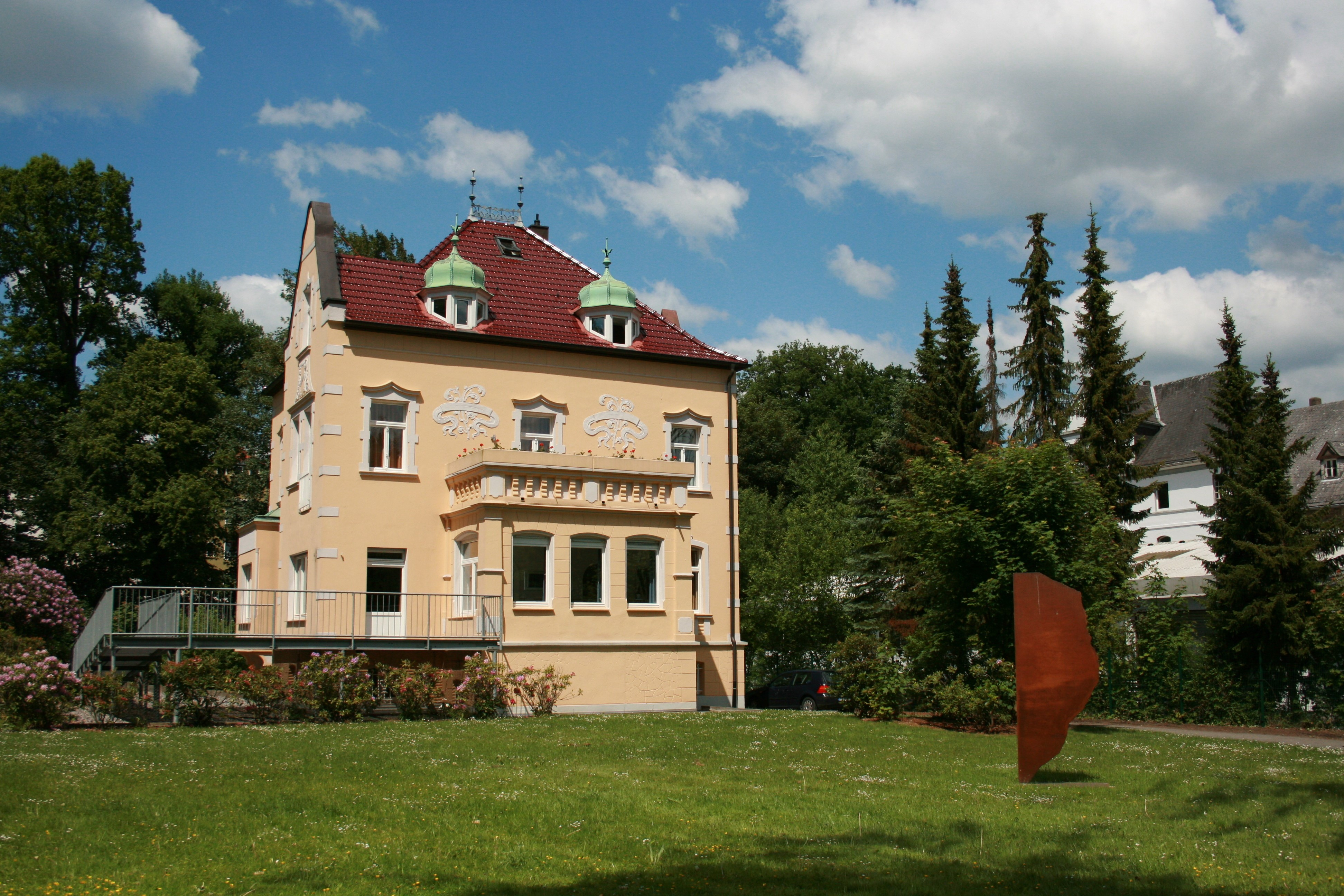
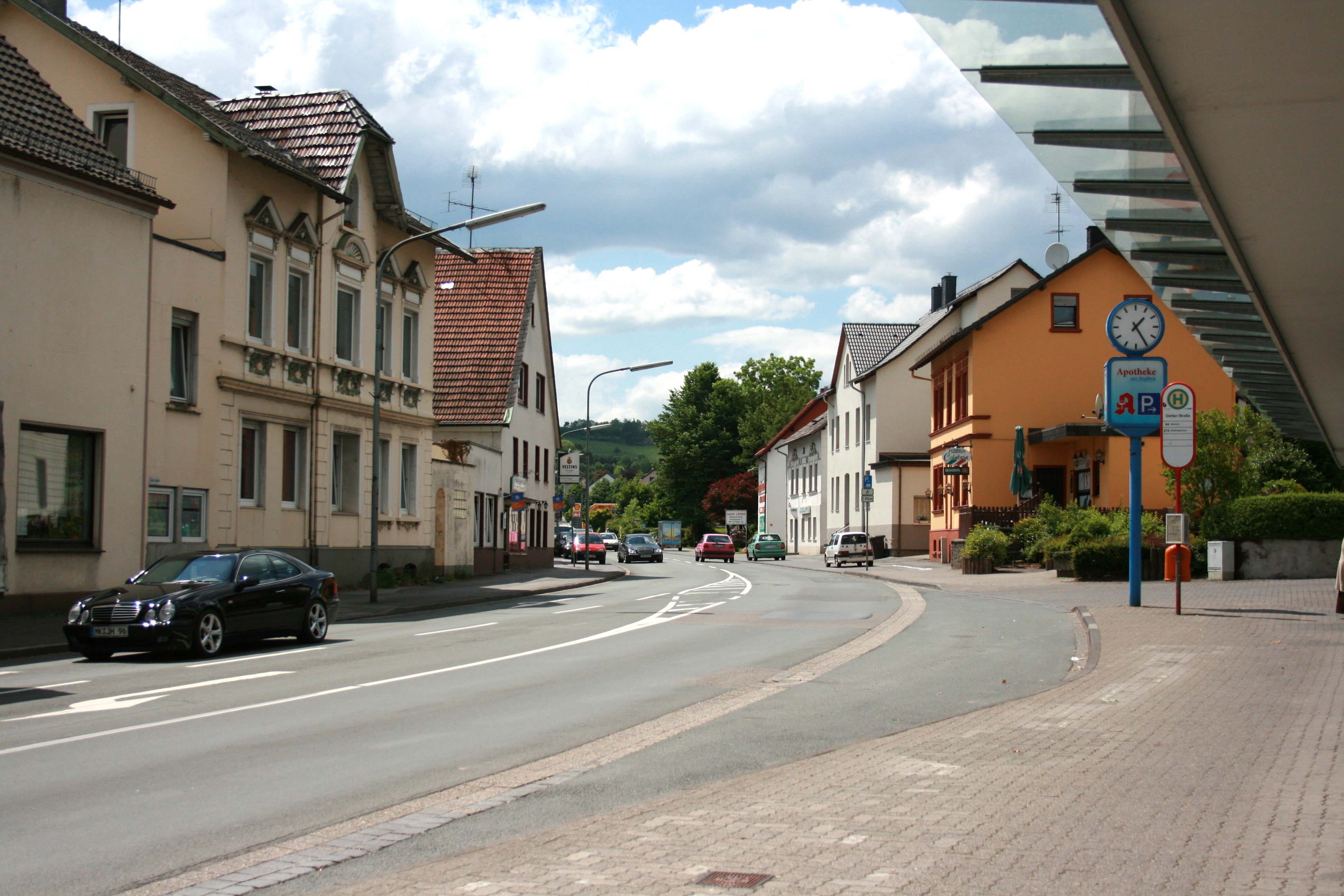
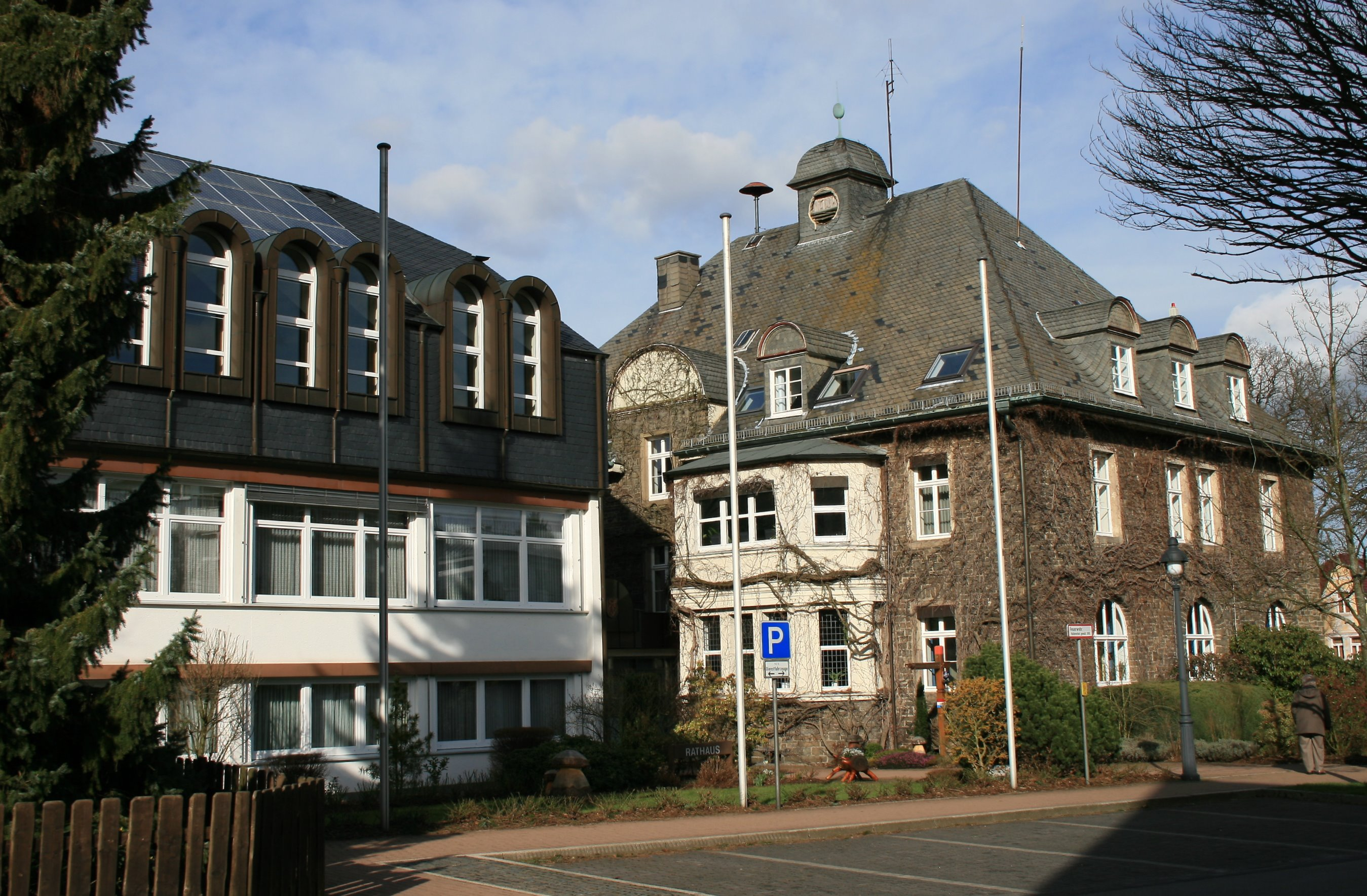

## Nevezetességek
- Evangélikus templom
- Szt. Mária templom